# Belazaima do Chão
Belazaima do Chão ist ein Dorf und eine ehemalige Gemeinde (freguesias) im portugiesischen Kreis Águeda.
In der Freguesia Belazaima do Chão lebten 598 Einwohner (Stand 30. Juni 2011) auf einer Fläche von 19 km².

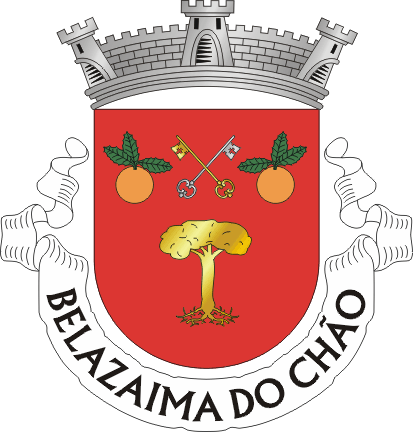
Das Wappen der ehemaligen Freguesia

Am 29. September 2013 wurden die Freguesias Belazaima do Chão, Castanheira do Vouga und Agadão zur neuen Freguesia União das Freguesias de Belazaima do Chão, Castanheira do Vouga e Agadão zusammengefasst.